# Дорково (Вологодская область)
Дорково — деревня в Вологодском районе Вологодской области на реке Шолда-2.
Входит в состав Лесковского сельского поселения, с точки зрения административно-территориального деления — в Лесковский сельсовет.
Расстояние по автодороге до районного центра Вологды — 22 км, до центра муниципального образования Лесково — 7 км. Ближайшие населённые пункты — Ермаково, Спирино, Скорбежево.
По переписи 2002 года население — 2 человека.